# Bethbilbeckia floridensis
Bethbilbeckia floridensis är en tvåvingeart som beskrevs av Ernst Josef Fittkau och Murray 1988. Bethbilbeckia floridensis ingår i släktet Bethbilbeckia och familjen fjädermyggor.
Artens utbredningsområde är Florida. Inga underarter finns listade i Catalogue of Life.